# Heqaib II.
Heqaib (II.) war Priestervorsteher und Bürgermeister von Elephantine in der zweiten Hälfte der 12. Dynastie, wahrscheinlich unter König Sesostris III. und am Beginn der Regierungszeit von Amenemhet III. Er war der Sohn eines gewissen Chunes und einer Frau mit dem Namen Sathathor. Er war wahrscheinlich nicht mit seinem Vorgänger Sarenput II. verwandt. Heqaib ist von Stiftungen aus dem Heiligtum des Ortsheiligen Heqaib und seinem Grab (Nr. 30) auf der Qubbet el-Hawa bekannt. Sein Grab dort ist das letzte größere Felsgrab einen lokalen Statthalters. Die Grabanlagen der Nachfolger sind bisher nicht identifiziert worden. Sein Sohn war Ameni-seneb, der später auch als Bürgermeister auf Elephantine amtierte.